# 景文科大站
景文科大站位於台灣新北市新店區安一路與安忠路路口，為新北捷運安坑輕軌的捷運車站。本站與安康站之間的路段為地面段至高架段之過渡帶。

## 歷史
- 2023年2月10日，本站随安坑轻轨的通車而启用[1][2]。

## 車站構造
側式月台兩座。

### 月台配置
| 地面               |                                             |
| 側式月台，右側開門 |                                             |
| 一月台             | ← 安坑輕軌 往雙城方向（K04 耕莘安康院區站） |
| 二月台             | 安坑輕軌 往十四張方向（K06 安康站） →       |
| 側式月台，右側開門 |                                             |
| 出入口             | 連通道                                      |

## 車站出入口
| 出入口 | 圖片 | 位置         |
| ------ | ---- | ------------ |
|        |      | 景文科技大學 |

## 車站周邊
- 景文科技大學
- 台貿八村
- 新北市公共自行車租賃系統 輕軌景文科大站

## 公車資訊
站牌名為《景文科技大學站》、《輕軌景文科技大學站》兩站。
| 編號      | 經營業者 | 區間                       | 備註                            |
| --------- | -------- | -------------------------- | ------------------------------- |
| 897       | 指南客運 | 景文科技大學－板橋         | 例假日停駛                      |
| 897區間車 | 指南客運 | 景文科技大學－捷運景安站   | -例假日停駛及景文科大寒暑假停駛 |
| 綠10      | 新店客運 | 景文科技大學－捷運大坪林站 |                                 |
| 安坑3線   | 臺北客運 | 綠野香坡－安忠路56巷       |                                 |

## 外部連結
- 安坑輕軌路線圖-新北大眾捷運股份有限公司 （页面存档备份，存于）
- 安坑輕軌K05景文科大-新北大眾捷運股份有限公司 （页面存档备份，存于）